# Estatisme i anarquia
Estatisme i anarquia (en rus, transliterat Gosudarstvennost i anarjiia) va ser l'última obra de l'anarquista col·lectivista rus Mikhaïl Bakunin. Escrita a l'estiu de 1873, el tema central del llibre és l'impacte de la Guerra francoprussiana, l'aparició de l'Imperi Alemany, les debilitats de l'actitud marxista des del punt de vista de Bakunin i l'afirmació de l'anarquisme. Estatisme i anarquia va ser un dels treballs intel·lectuals més grans de l'autor i de l'anarquisme escrit en llengua russa, i va estar principalment dirigit al públic d'aquesta nacionalitat, amb una tirada inicial de 1200 còpies impreses a Suïssa i entrades a Rússia de contraban.
Marshall Shatz escrigué sobre Estatisme i anarquia: "va ajudar a establir els fonaments del moviment anarquista rus com un corrent separat dins del moviment revolucionari".